# 柴田陽三
柴田 陽三（しばた ようぞう、1927年1月22日 - 2003年9月5日）は、日本の建築家。株式会社観光企画設計社の創業者。

## 略歴
1927年に、京都に生まれる。
1947年に、坂倉準三建築研究所に勤務する。1952年、早稲田大学理工学部建築学科を卒業する。1960年、ホテルオークラ建築部長として、設計監理に従事する。
1962年9月21日、観光企画設計社を創立し、代表取締役に就任する。ホテルの建築設計で、有名になる。1985年、交通文化賞を受賞する。1989年、藍綬褒章を受章する。
2003年9月5日、胸膜炎のため死去。

## 設計した建物の例
- ホテルオークラ東京 （1962年）
- 札幌ロイヤルホテル （1964年）
- パシフィックスターホテル・グアム （1987年）
- Makati Shangri-La Hotel, Manila (1993年)